# Arcuphantes tamaensis
Arcuphantes tamaensis är en spindelart som först beskrevs av Ryoji Oi 1960.  Arcuphantes tamaensis ingår i släktet Arcuphantes och familjen täckvävarspindlar. Inga underarter finns listade i Catalogue of Life.